# 百年酒館
《百年酒館》（英語：Horace and Pete）是一部美國喜劇類網絡劇，由路易·C·K創作、編劇和執導，他將本劇描述為一部悲劇。主演是路易·C·K，還有亞倫·艾達、史提夫·布斯美、艾迪·法柯、蘿莉·麥卡佛和潔西卡·蘭芝。本劇討論了虐待、精神病、政治和家庭動力等主題，以一間破敗的布魯克林Horace and Pete's酒吧的老闆Horace（C·K 飾演）、Pete（布斯美 飾演）和Sylvia（法柯 飾演）為中心。第1集在沒有任何預先宣布下於2016年1月30日在C·K的網站上播放。總共有10集，至2016年4月2日完結。2016年6月，C·K表示有興趣拍攝第二季。

## 演員

### 主要
- 路易·C·K 飾 Horace Wittel VIII
- 史提夫·布斯美 飾 Pete Wittel
- 艾迪·法柯 飾 Sylvia Wittel
- 史提芬·萊特（英语：Steven Wright） 飾 Leon
- Kurt Metzger（英语：Kurt Metzger） 飾 Kurt
- 亞倫·艾達 飾 Uncle Pete
- 潔西卡·蘭芝 飾 Marsha

### 常設
- 艾迪·布萊恩特（英语：Aidy Bryant） 飾 Alice Wittel
- 瑪麗亞·迪斯拉（英语：Maria Dizzia） 飾 Tricia
- 尼克·德帕羅（英语：Nick Di Paolo） 飾 Nick
- 湯姆·努農（英语：Tom Noonan） 飾 Tom
- Liza Treyger 飾 Melissa
- 格里爾·巴恩斯（英语：Greer Barnes (comedian)） 飾 Carl
- 凱倫·皮特曼（英语：Karen Pittman） 飾 Rhonda
- 多夫·達維多夫（英语：Dov Davidoff） 飾 Dom
- Mark Normand 飾 Mark
- Craig muMs Grant（英语：muMs da Schemer） 飾 Ricardo

## 外部連結
- 官方网站
- 互联网电影数据库（IMDb）上《百年酒館》的资料（英文）